# Erpodium solmsiellaceum
Erpodium solmsiellaceum là một loài rêu trong họ Erpodiaceae. Loài này được Müll. Hal. & Broth. I.G. Stone mô tả khoa học đầu tiên năm 1997.